# Viaduct

Nederlands verkeersbord C19 - Gesloten voor voertuigen die, met inbegrip van de lading, hoger zijn dan op het bord is aangegeven

Een viaduct is een brug die een (spoor)weg over iets voert, dit kan een andere (spoor)weg of een dal zijn. Dit type brug is een bouwwerk of constructie als vaste verbinding voor spoor- of wegverkeer over een hindernis zonder de doorgang onder de verbinding te belemmeren. Een viaduct bestaat sinds de tweede helft van de twintigste eeuw vaak uit een horizontale vlakke verbinding rustend op een aantal overspanningen achter elkaar. Oude viaducten kunnen opgebouwd zijn uit (gemetselde) bogen of metalen vakwerkconstructie. Een verkeersbrug die voornamelijk over water voert wordt geen viaduct genoemd, maar wanneer een brug over een vallei met daarin een kleine beek voert, wordt deze wel weer een viaduct genoemd.
Men onderscheidt onder andere een (weg)viaduct voor wegverkeer en een spoorviaduct, al naargelang van het soort verkeer dat over de brug gaat. Een viaduct onderscheidt zich van een tunnel door de afwezigheid van natuurlijke elementen tussen de kruisende infrastructuur. Bij een tunnel zijn er wel natuurlijke elementen aanwezig.

## Etymologie
Het woord viaduct is een moderne afleiding van de Latijnse woorden via (weg) en ducere (voltooid deelwoord: ductum; leiden), analoog aan het Latijnse woord aquaduct. De eerste viaducten waren vaak op eenzelfde wijze geconstrueerd als de Romeinse aquaducten, de lengte bestaand uit een aantal bogen van min of meer gelijke overspanning.

## Minimale hoogte
Een belangrijk kenmerk van viaducten is de hoogte van de overspanning. Een hoogte van minimaal 4 meter geldt voor een viaduct over een weg als voldoende, op snelwegen worden viaducten meestal gebouwd op een hoogte van 5,60 meter. Bij lagere viaducten worden verbodsborden geplaatst en worden extra maatregelen genomen om te voorkomen dat een onderlangs passerend voertuig het viaduct beschadigt.

## Galerij

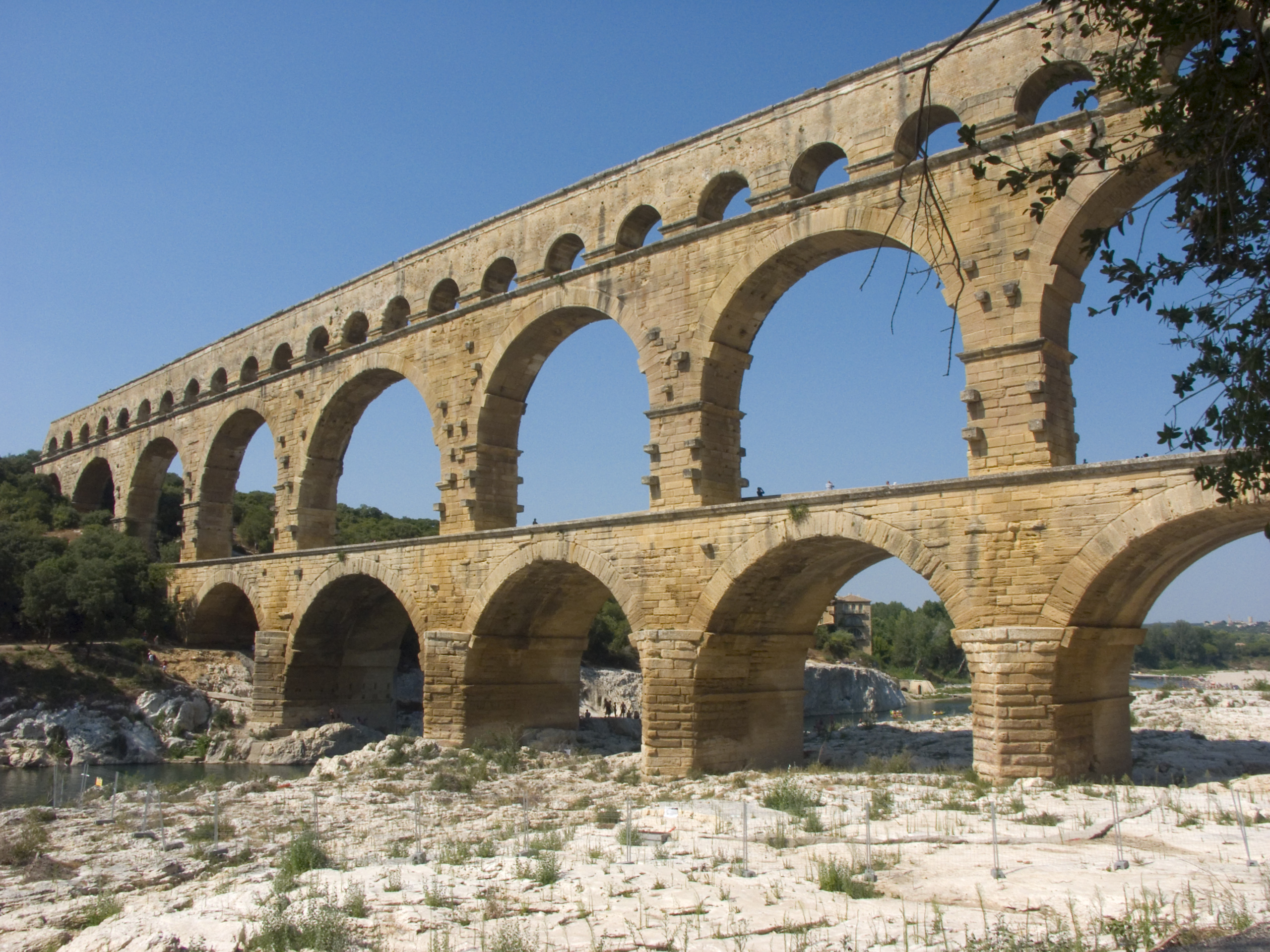
Romeins aquaduct, de Pont du Gard, bij Nîmes
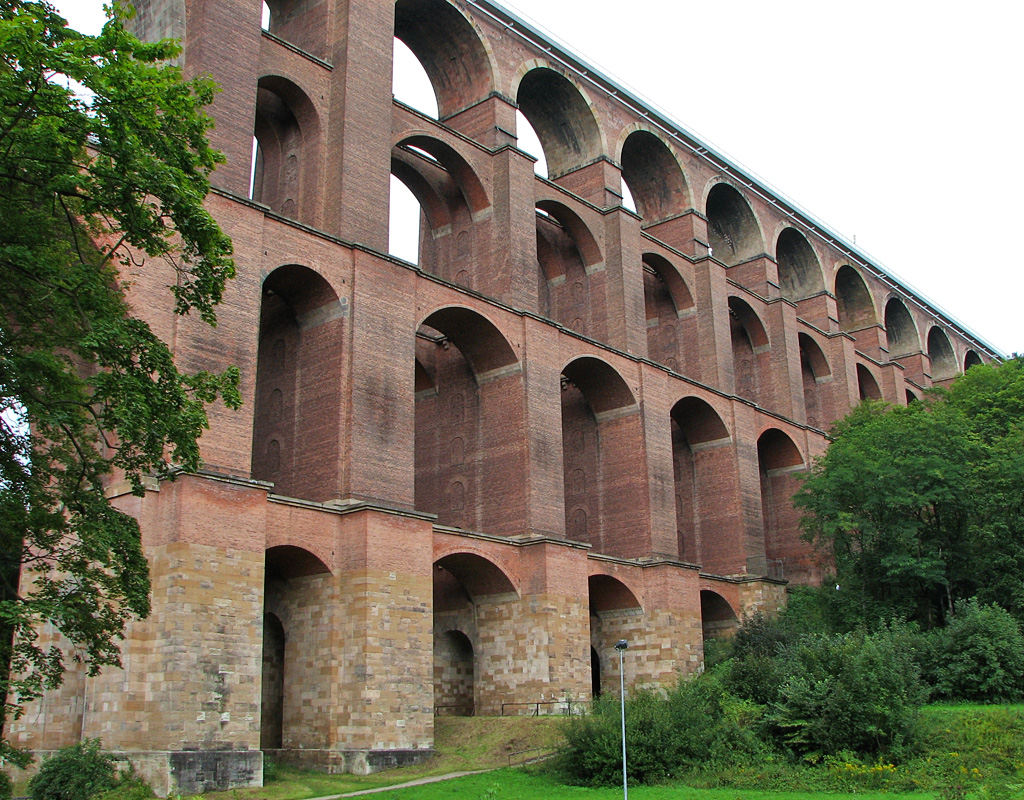
Göltzschdalbrug bij Reichenbach im Vogtland, Saksen
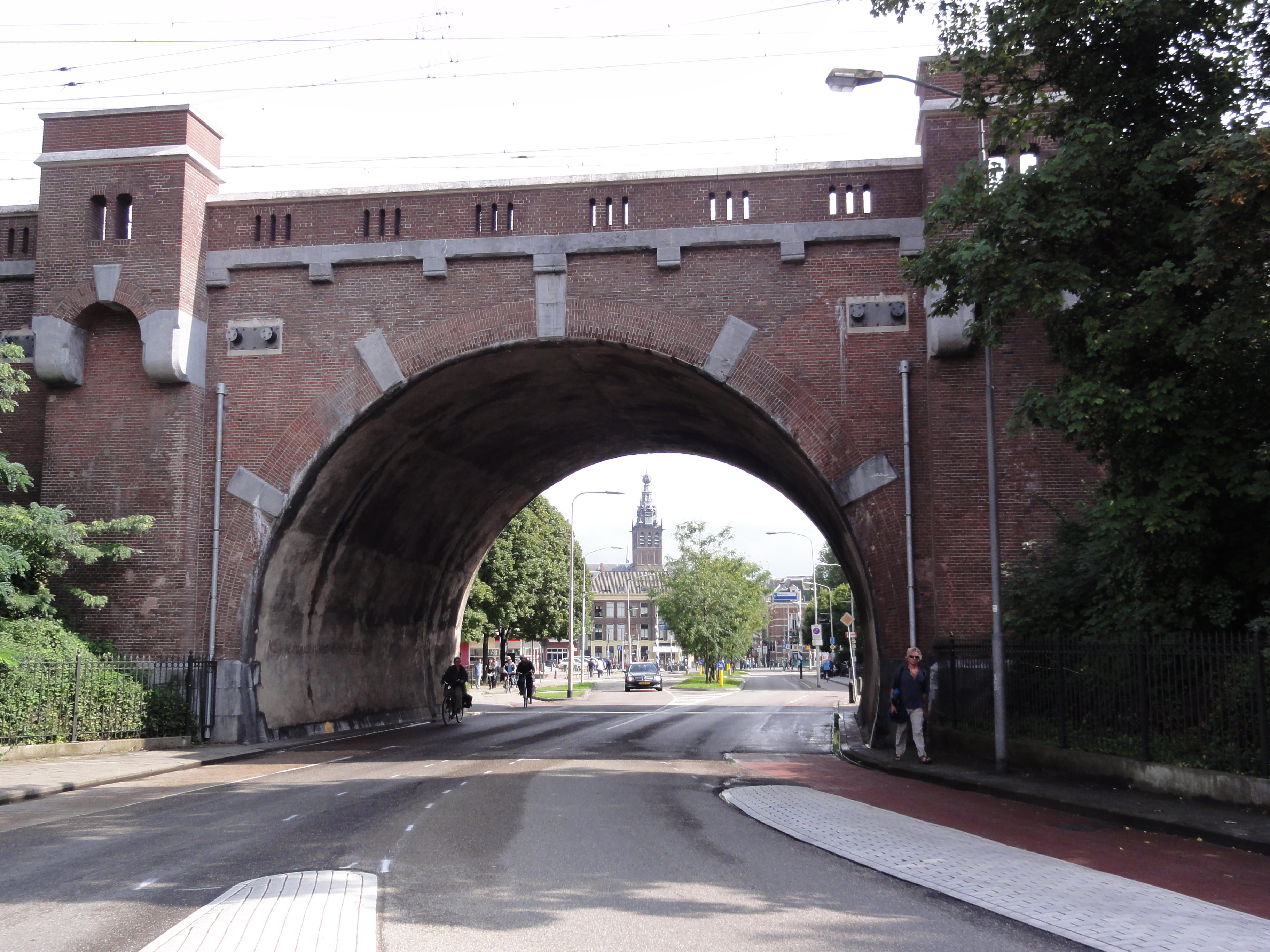
De Nieuwe Hezelpoort in Nijmegen, Nederland
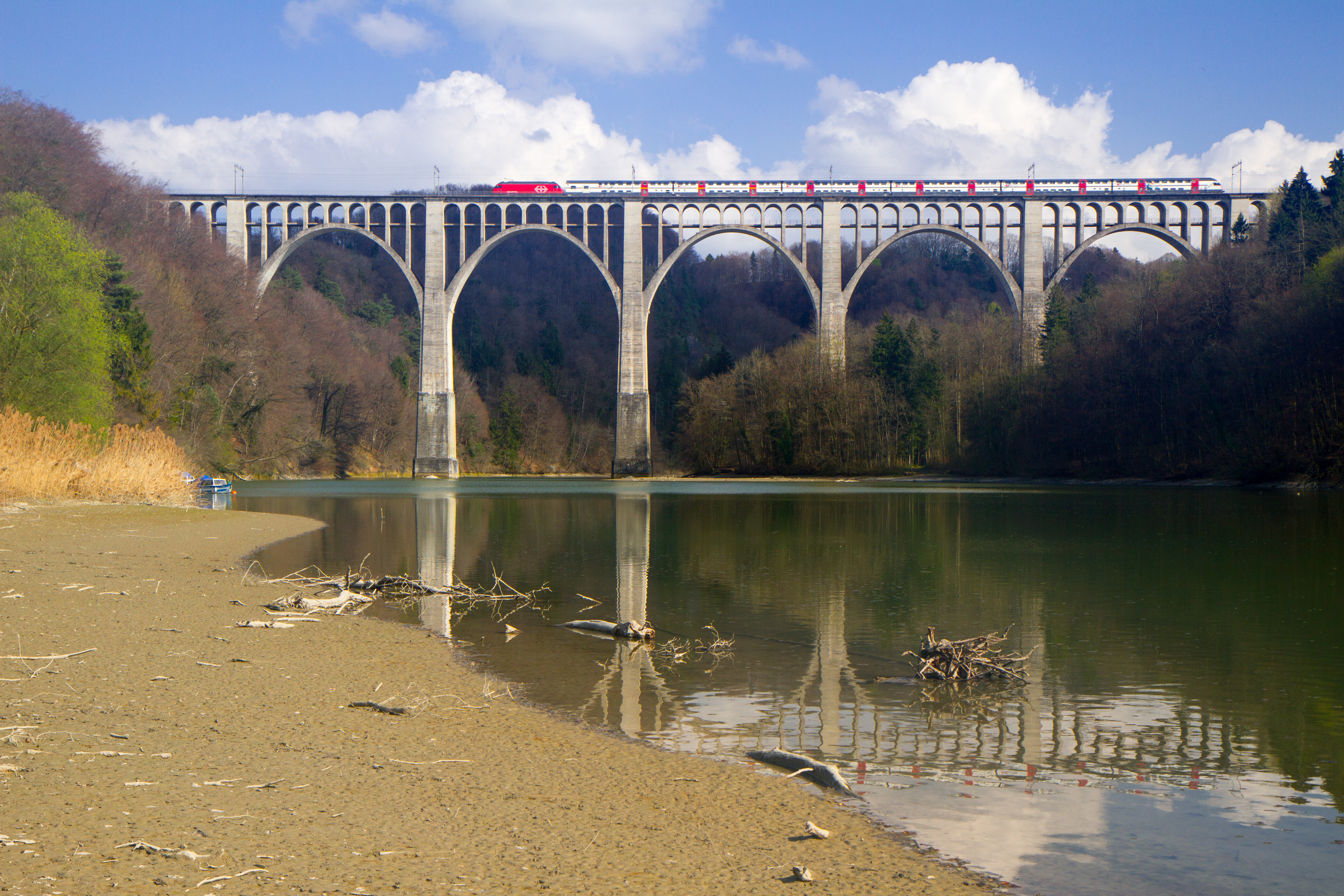
Viaduct van Grandfey nabij Fribourg, Zwitserland
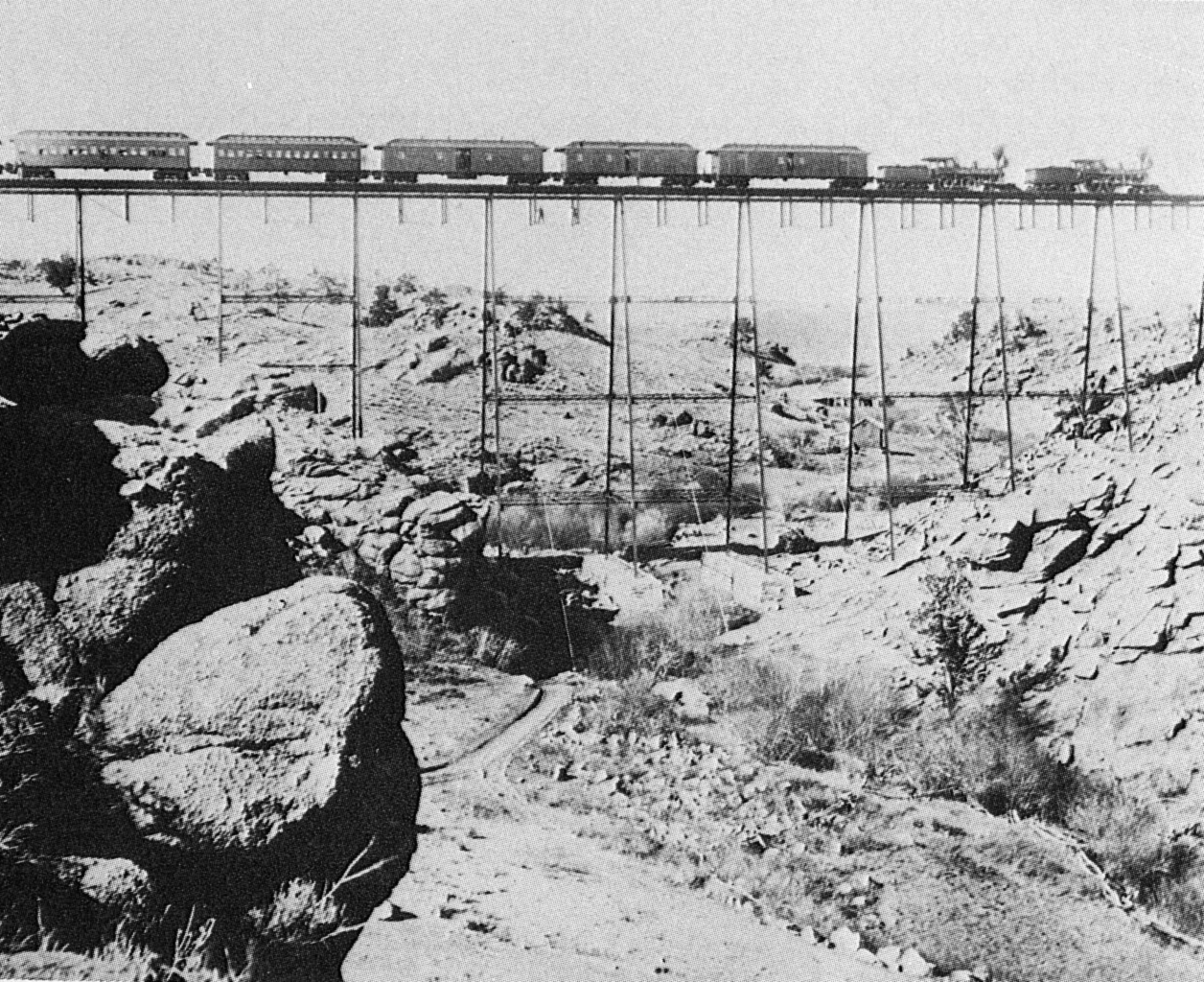
Spoorwegviaduct in Utah (Verenigde Staten) in 1860.
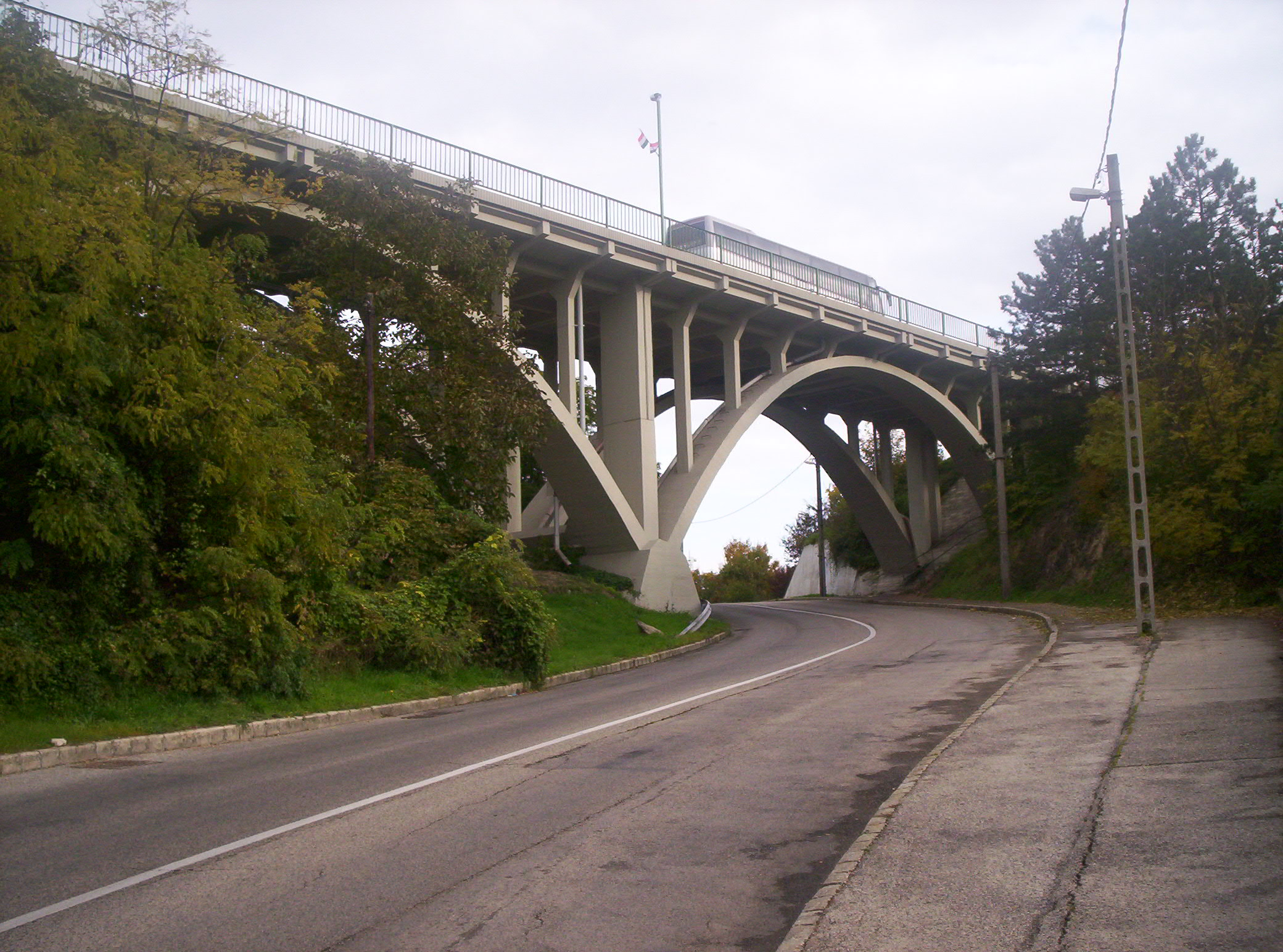
Een viaduct in Veszprém, Hongarije
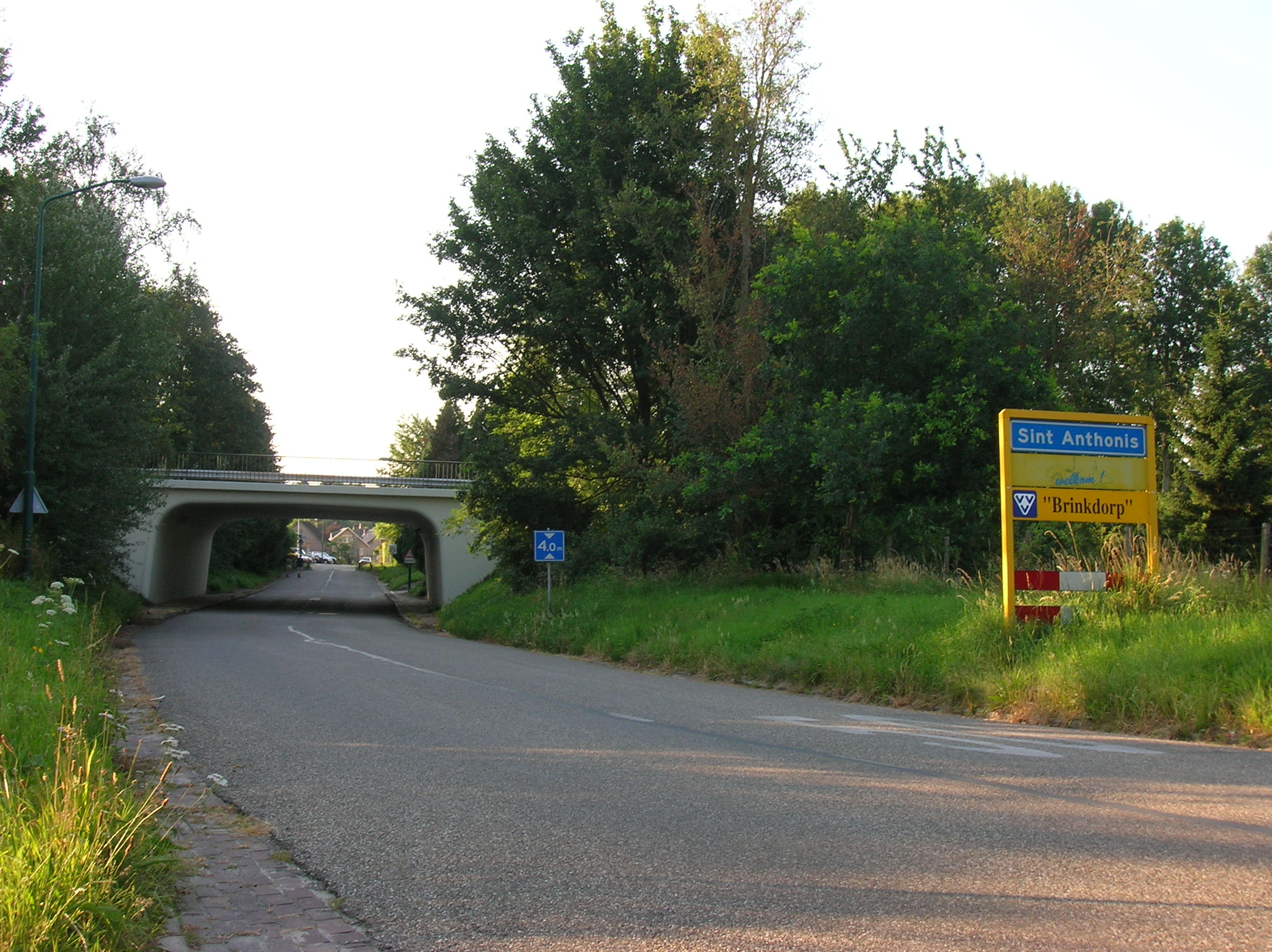
Een viaduct in Sint Anthonis, Nederland
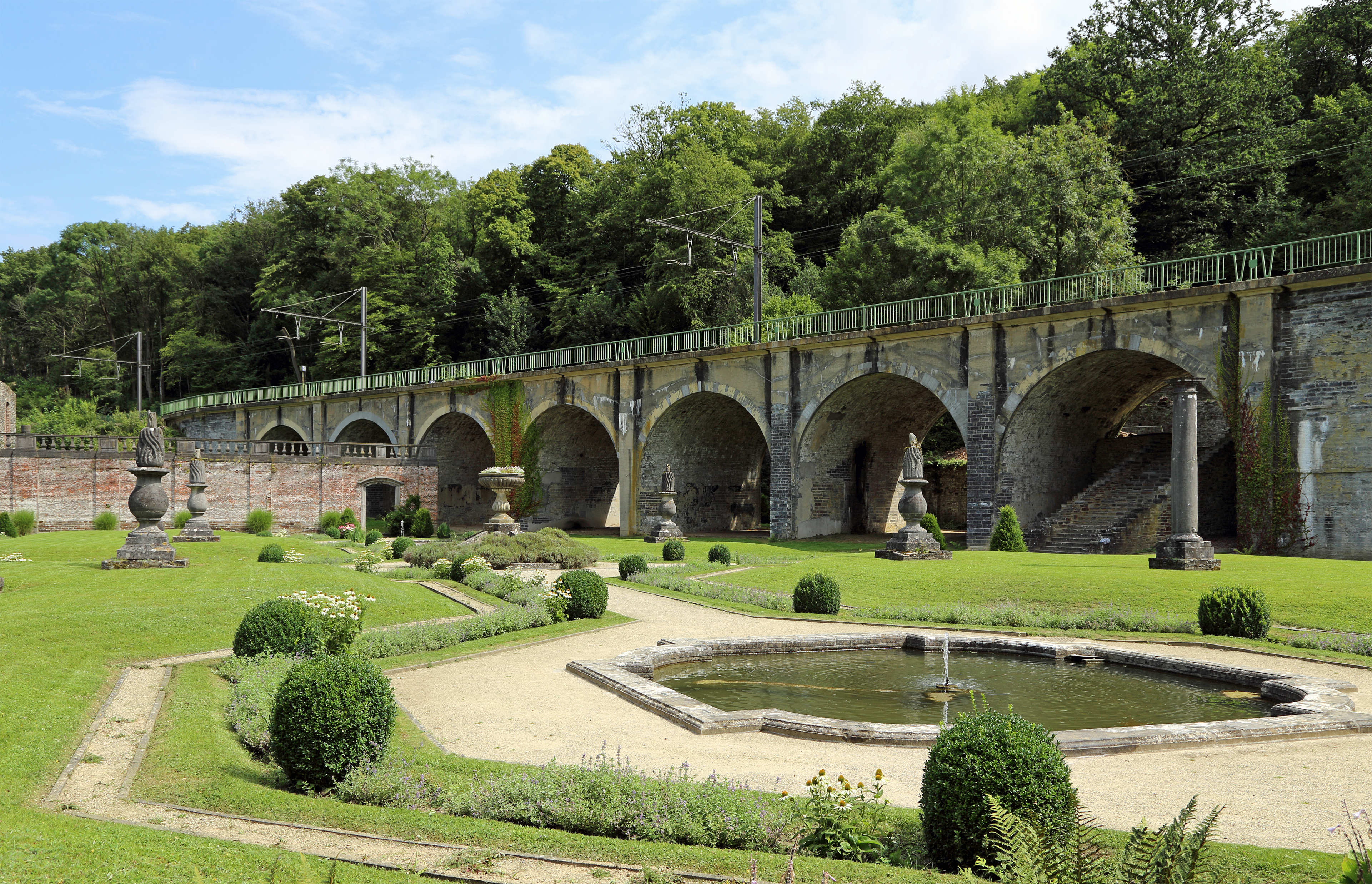
Spoorviaduct van Villers-la-Ville, België
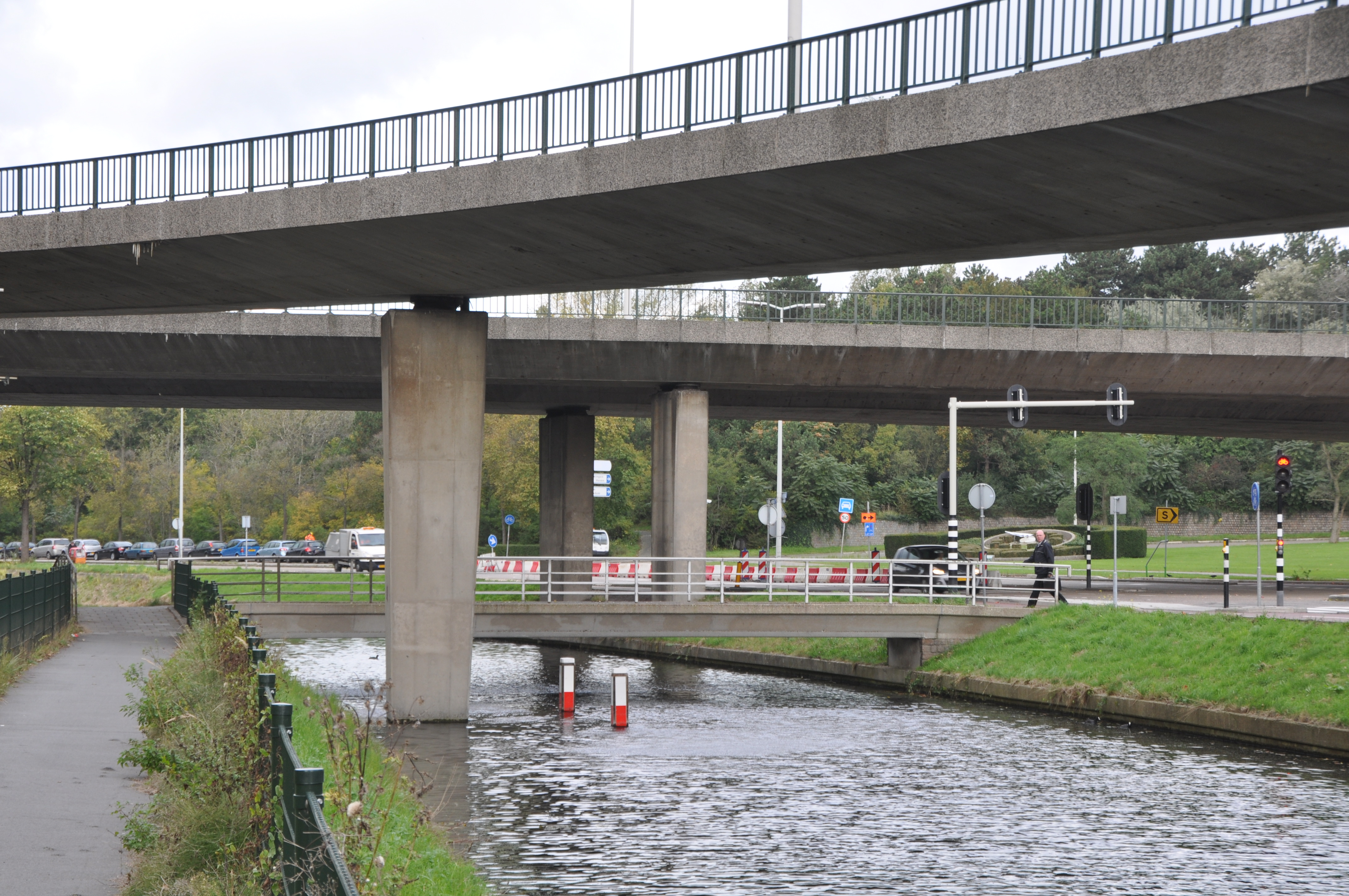
Hubertusviaduct (met voetbrug) in Den Haag, Nederland.